# Свободная энергия Гельмгольца
Эне́ргия Гельмго́льца (или просто свобо́дная эне́ргия) — термодинамический потенциал, убыль которого в квазистатическом изотермическом процессе равна работе, совершённой системой над внешними телами.

## Определение
Свободная энергия Гельмгольца для системы с постоянным числом частиц определяется так:
- {\displaystyle {\mathcal {F}}=U-TS}, где {\displaystyle U} — внутренняя энергия, {\displaystyle T} — абсолютная температура, {\displaystyle S} — энтропия.

Отсюда дифференциал свободной энергии равен:
- {\displaystyle d{\mathcal {F}}=d(U-TS)=\delta Q-\delta A-d(TS)=-PdV-SdT}.

Видно, что это выражение является полным дифференциалом относительно независимых переменных {\displaystyle T} и {\displaystyle V}. Поэтому часто свободную энергию Гельмгольца для равновесного состояния выражают как функцию {\displaystyle {\mathcal {F}}={\mathcal {F}}(T,V)}.
Для системы с переменным числом частиц дифференциал свободной энергии Гельмгольца записывается так:
- {\displaystyle d{\mathcal {F}}=-PdV-SdT+\mu dN},

где {\displaystyle \mu } — химический потенциал, а {\displaystyle N} — число частиц в системе. При этом свободная энергия Гельмгольца для равновесного состояния записывается как функция {\displaystyle {\mathcal {F}}={\mathcal {F}}(T,V,N)}.
В соответствии с рекомендациями ИЮПАК энергию Гельмгольца в химической термодинамике можно также обозначать как A.

## Свободная энергия Гельмгольца и устойчивость термодинамического равновесия
Можно показать, что в системе с фиксированными температурой и объёмом положение устойчивого равновесия соответствует точке минимума свободной энергии Гельмгольца. Другими словами, в этой точке (для такой системы) никакие изменения макроскопических параметров невозможны.

## Свободная энергия Гельмгольца и максимальная работа
Свободная энергия Гельмгольца получила своё название из-за того, что она является мерой работы, которую может совершить термодинамическая система над внешними телами.
Пусть система переходит из состояния {\displaystyle 1} в состояние {\displaystyle 2}. Поскольку работа не является функцией состояния системы, работа, совершённая системой в данном процессе будет зависеть от пути, по которому этот переход будет осуществляться.
Зададимся целью определить максимальную работу, которую система может совершить в этом случае.
Можно показать, что эта максимальная работа равна убыли свободной энергии Гельмгольца :
- {\displaystyle A_{max}^{f}=-\Delta {\mathcal {F}}}. Здесь индекс f означает, что рассматриваемая величина является полной работой системы в данном процессе (см. ниже).

## Свободные энергии Гельмгольца и Гиббса
В приложениях «свободной энергией» иногда называют не свободную энергию Гельмгольца, а энергию Гиббса. Это связано с тем, что энергия Гиббса также является мерой максимальной работы, но в данном случае рассматривается только работа над внешними телами, исключая среду:
- {\displaystyle A_{max}^{u}=-\Delta G}, где {\displaystyle G} — энергия Гиббса.